# ビセクティ層
ビセクティ層（ビセクティそう、Bissekty Formation）は、ウズベキスタンに分布する上部白亜系の地層。キジルクム砂漠での露出が認められる。約9000万年前から9200万年前に相当するチューロニアン階の地層であり、小型獣脚類をはじめとする恐竜の化石が産出する。

## 層序・岩相
Averianov and Sues (2012)は、ビセクティ層を中部チューロニアン階上部から上部チューロニアン階下部と対比している。ビセクティ層の岩相は主に斜交層理を伴う砂岩で構成される。卓越した砂岩に挟在する岩相としては、セメント化した層内の礫岩・シルト岩・泥岩がある。

## 化石
ビセクティ層からは多様な恐竜化石が産出しており、曲竜類・角竜類・ハドロサウルス上科・ティタノサウルス類・ドロマエオサウルス科・オルニトミモサウルス類・ティラノサウルス上科などの化石が産出している。これらの分類群はモンゴル国のバインシレ層との共通性が高く、白亜紀の半ばにおいてローラシア大陸に広く均一な動物相が分布していたことが示唆される。動物相の共通性はネメグト層やイレンダバス層との間でもAverianov and Sues (2012)により指摘されている。
2021年にはビセクティ層からカルカロドントサウルス類のウルグベグサウルスが報告されており、本属は当時の生態系における頂点捕食者と解釈されている。Tanaka et al. (2021)は、過去にビセクティ層からティラノサウルス上科のティムルレンギアが報告されていることから、ビセクティ層がカルカロドントサウルス類とティラノサウルス上科が共産した最新の地層であると主張し、ビセクティ層の堆積以降にティラノサウルス上科の大型化を伴う生態系シフトが発生したと推論した。
ワニ形上目に関しては、ビセクティ層は他の中央アジアの地層とのみ共通する属としてKansajsuchus (en) とTadzhikosuchus (en) が産出している。その一方でシャモスクスの化石はゴビ砂漠の地層とも共通する。